# Espiracle

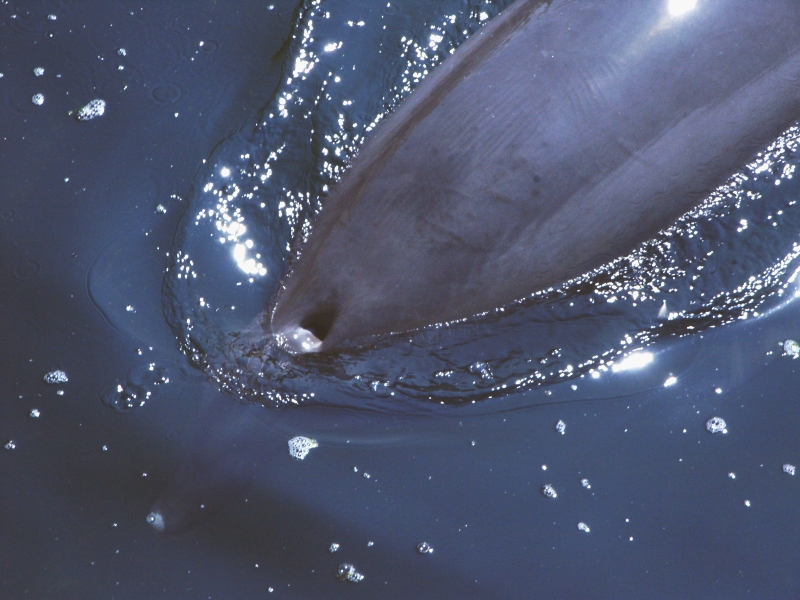
Espiracle d'un dofí.

Un espiracle és l'orifici respiratori que molts animals marins tenen com a contacte de l'aire o aigua amb el seu sistema respiratori intern. Tots els animals amb espiracle tenen en comú que la localització d'aquest és a la part superior del seu cos, generalment darrere dels ulls.
En el cas dels mamífers marins, l'espiracle condueix l'aire que respiren cap als pulmons. L'orifici està controlat per l'animal, podent-se obrir i tancar per a contenir la respiració sota de l'aigua.
Altres criatures marines tenen espiracle per a conduir l'aigua com a les seves brànquies i generalment el tenen permanentment obert.